# Rabot Glacier
Rabot Glacier är en glaciär i Antarktis. Den ligger i Östantarktis. Nya Zeeland gör anspråk på området. Rabot Glacier ligger 1 979 meter över havet.
Terrängen runt Rabot Glacier är kuperad åt nordost, men åt sydväst är den platt. Trakten är obefolkad. Det finns inga samhällen i närheten.